# Transportadministrativt system
Ett Transportadministrativt System (TA-system) är ett system för att köpa, boka och hantera frakt från ett eller flera fraktbolag. Systemet kan vara fristående eller integrerat i ett affärssystem eller e-handelssystem. Ett annat ord för TA-system är det mer internationellt gångbara  Transport Management System eller kort och gott TMS.

## Vanliga funktioner
- Koppling via EDI (Electronic Data Interchange) till transportörers system.
- Köp av frakt
- Bokning av frakt
- Utskrift av fraktdokument
- Avisering av frakt
- Spårning av frakt
- Administration av frakt